# Jules et Jim
Jules et Jim is een Franse film van François Truffaut die werd uitgebracht in 1962. Het scenario is gebaseerd op de gelijknamige roman (1953) van Henri-Pierre Roché.

## Verhaal
Parijs, enkele jaren voor het uitbreken van de Eerste Wereldoorlog. Jim, een Fransman, en Jules, een Oostenrijker, zijn twee hechte vrienden. Zij ontmoeten Catherine, een betoverende jonge vrouw op wie ze allebei verliefd worden. Ten slotte trouwt Jules met Catherine. De vrienden worden van elkaar gescheiden door de oorlog.
Na de oorlog gaat Jim Jules en Catherine opzoeken in Duitsland. Hij merkt dat Catherine niet meer houdt van Jules. Jim en Catherine worden verliefd op elkaar. Ze wordt Jims minnares en verlangt een kind van hem. Jules stemt in met een scheiding. Catherine verneemt na enige tijd dat Jim een (andere) minnares heeft.

## Rolverdeling
| Acteur          | Personage                  |
| --------------- | -------------------------- |
| Jeanne Moreau   | Catherine                  |
| Oskar Werner    | Jules                      |
| Henri Serre     | Jim                        |
| Marie Dubois    | Thérèse                    |
| Serge Rezvani   | Albert, de gitarist        |
| Sabine Haudepin | Sabine                     |
| Annie Nelsen    | Lucie                      |
| Vanna Urbino    | Gilberte                   |
| Michel Subor    | (de stem van) de verteller |